# Office national de gestion et d'exploitation des biens culturels protégés
L'Office national de gestion et d’exploitation des biens culturels protégés (OGEBC), (en arabe : الديوان الوطني لتسيير و استغلال الممتلكات الثقافية المحمية), est un établissement public à caractère industriel et commercial (EPIC) créé le 1er janvier 2007 et placé sous la tutelle du ministère de la Culture et des Arts. Il a pour mission la gestion, l'entretien, la mise en valeur et l'exploitation des sites archéologiques, monuments historiques et musées classés à travers le territoire algérien.

## Historique
L'OGEBC est créé par décret exécutif n° 05-488 du 22 décembre 2005, entré en vigueur le 1er janvier 2007, en remplacement de l'Agence nationale d'archéologie et de protection des sites et monuments historiques, fondée en 1987. Son siège est installé à Dar Aziza, un palais algérois du XVIe siècle situé dans la basse Casbah d'Alger.

## Missions
L'OGEBC a pour missions la gestion, la protection et la valorisation des biens culturels protégés en Algérie, incluant des parcs archéologiques, des monuments historiques et des musées. Il assure l'exploitation, l'entretien et l'animation de plus de 110 sites à travers 32 wilayas, avec l’appui de plus de 1 500 agents spécialisés.
L’action de l’Office repose sur trois directions principales :
1. La Direction des Études et de la Gestion des Projets (DEGP) supervise les travaux de restauration, les études techniques et les projets d'aménagement. Elle mobilise une équipe nationale composée d'architectes, d'ingénieurs et de techniciens, en collaboration avec les circonscriptions régionales.
2. La Direction de la Mise en Valeur et de l'Exploitation (DVE) est chargée de l'ouverture au public et de l'exploitation culturelle des sites. Elle établit des diagnostics, élabore des recommandations de gestion et développe des services d'accueil, de médiation et d'animation.
3. La Direction de l'Inventaire, de la Conservation et de la Maintenance (DICM) conduit l'inventaire des biens culturels immobiliers protégés. Elle élabore une base de données géolocalisée visant à organiser, hiérarchiser et suivre l'état des sites patrimoniaux.

Ces missions allient service public, préservation patrimoniale et initiatives de valorisation touristique ou commerciale encadrées.
L'OGEBC organise également des événements culturels sur site, comme les festivités de Yennayer au site de Tiddis (Constantine) ou des expositions temporaires.

## Sites gérés
L'OGEBC assure la gestion de sites culturels et historiques répartis à travers 32 wilayas du territoire national. Parmi les sites emblématiques sous sa tutelle figurent plusieurs inscrits au patrimoine mondial de l’UNESCO, ainsi que d'autres ensembles historiques et archéologiques majeurs :
- Tipasa ;
- Timgad ;
- Djemila ;
- Tiddis ;
- Hippone ;
- Lambèse ;
- Kalâa des Béni Hammad ;
- Plusieurs palais de la médina d’Alger (Dar Aziza, Dar Mustapha Pacha, etc.).

## Activités
- L'OGEBC a pris part à l'élaboration d'une nouvelle carte archéologique de l’Algérie, conçue sous forme d’application interactive. Ce projet collaboratif a été mené aux côtés du Centre national de recherches préhistoriques, anthropologiques et historiques (CNRPAH), du Centre national de recherche en archéologie (CNRA), de l'Office de protection et de promotion de la vallée du M'zab (OPVM), ainsi que d'autres institutions patrimoniales. Cette carte numérique, présentée en janvier 2021 par le ministère de la Culture et des Arts, constitue une actualisation de l'Atlas archéologique de l'Algérie, réalisé en 1911 par l'archéologue français Stéphane Gsell durant la période coloniale. Elle vise à offrir un outil moderne de localisation, de consultation et de gestion du patrimoine archéologique national[3],[4].
- En 2021, l'antenne de l'OGEBC à Tlemcen à entamé l'élaboration d'une trentaine de fiches techniques pour relancer des chantiers de restauration suspendus, touchant notamment des mosquées et minarets d’époques zianide, almoravide et mérinide, dont les travaux avaient été interrompus faute de financements. Une première fiche, achevée pour le minaret de Hennaya, permettra des interventions légères et des mesures de protection. Ces restaurations s'inscrivent dans un programme ministériel visant à préserver le riche patrimoine musulman de Tlemcen, qui en concentre plus de 70 % à l'échelle nationale. Plusieurs sites ont déjà été restaurés en partie lors de la manifestation « Tlemcen, capitale de la culture islamique » en 2011, notamment le minaret de Mansourah, la citadelle d'el mechouar, bab el kermadine, les remparts d’agadir et autres sites historiques[5].
- En 2025, l'antenne de l’OGEBC à Tébessa a lancé un projet de numérisation des sites antiques majeurs tels que le temple de Minerve, l'Arc de Caracalla, les remparts byzantins (Surnommés « Murs de Salomon », et le mausolée romain de Morsott, en partenariat avec les universités de Sétif et Batna. Ces opérations s'inscrivent dans une stratégie de valorisation numérique du patrimoine[6].

## Direction
- Abdelwahab Zekkar
- Fayçal Ouaret
- Abdelkader Dahdouh (Juin 2020 - )[7]
- Mohamed Hadj Mihoub Sidi Moussa
- Amel Mokrani Boukari